# Miss World 2006
Az 56. Miss World szépségversenyt Varsóban rendezték meg, 2006. szeptember 30-án a Tudomány és Kultúra Palotájában. Ez volt az első alkalom, hogy európai város rendezi a szépségversenyt (Londont leszámítva).

## Végeredmény
- Miss World 2006: Taťána Kuchařová,  Csehország
- 2. helyezett: Ioana Boitor,  Románia
- 3. helyezett: Sabrina Houssami,  Ausztrália

### Döntősök
- Stiviandra Oliveira,  Angola
- Jane de Sousa Borges Oliveira,  Brazília
- Sara Lawrence,  Jamaica

### Középdöntősök
- Malgosia Majewska,  Kanada
- Lamisi Mbillah,  Ghána
- Natasha Suri,  India
- Anabella Samir Hilal,  Libanon
- Karla Veronica Jiménez Amezcua,  Mexikó
- Anna Svetlana Nashandi,  Namíbia
- Catherine Jean Milligan,  Észak-Írország
- Thebyam Carrión Alvarez,  Puerto Rico
- Nicole McLean,  Skócia
- Federica Alexandra Guzman Diamante,  Venezuela
- Mai Phuong Thuy,  Vietnám

### Különdíjak
- Észak-Európa Szépe: Sablon:Taťána Kuchařová,  Csehország
- Dél-Európa Szépe: Ioana Boitor,  Románia
- Asia-Pacific [térség] Szépe: Sabrina Houssami,  Ausztrália
- Afrika Szépe: Stiviandra Oliveira,  Angola
- Amerika Szépe: Jane de Sousa Borges Oliveira,  Brazília
- Karib-térség Szépe: Sara Lawrence,  Jamaica
- Beach Beauty: Federica Alexandra Guzman Diamante,  Venezuela
- Sports: Malgosia Majewska,  Kanada
- Divattervezők Díja: Ivana Ergic,  Horvátország
- Tehetség: Catherine Jean Milligan,  Észak-Írország
- Beauty with a purpose: Lamisi Mbillah,  Ghána

## Résztvevők
- Anglia Eleanor Mary Anne Glynn
- Angola Stiviandra Oliveira
- Argentína Maria Beatriz Vallejos Schulze
- Aruba Shanandoa Arnaldi Wijshijer
- Ausztrália Sabrina Houssami
- Ausztria Tatjana Batinic
- Bahama-szigetek Deandrea Conliffe
- Barbados Latoya Tamara McDowald
- Belgium Virginie Livie Grealdine Claes
- Bolívia Ana María Ortiz Rodal
- Bosznia-Hercegovina Azra Gazdić
- Botswana Lorato Pearl Tebogo
- Brazília Jane de Sousa Borges Oliveira
- Bulgária Szlavena Vatova
- Chile Constanza Silva
- Ciprus Elli Manoli
- Costa Rica Belgica Arias Palomo
- Csehország Taťána Kuchařová
- Curaçao Fyrena Judica Hannah Martha
- Dánia Sandra Nanna Spohr
- Dél-afrikai Köztársaság Nokuthula Sithole
- Dominikai Köztársaság Paola Torres Cohen
- Ecuador Rebeca Flores Jaramillo
- Amerikai Egyesült Államok Brooke Elizabeth Angus
- Salvador Evelyn Tatiana Romero López
- Észak-Írország Catherine Jean Milligan
- Észtország Leisi Poldsam
- Etiópia Amleset Mucie
- Fehéroroszország Kacjarina Litvinova
- Finnország Jenniina Elva Kristiina Tuokko
- Franciaország Laura Fasquel
- Fülöp-szigetek Anna Maris Arcay Igpit
- Ghána Lamisi Mbillah
- Gibraltár Hayley O'Brien
- Görögország Ireni Karra
- Grúzia Nino Kalandadze
- Caroline Virgile Bevis
- Guatemala Jackelinne Krimilda Verenice Piccinini Otten
- Guyana Dessia Braithwaite
- Hollandia Sheryl Lynn Baas
- Hongkong Janet Ka Wai Chow
- Horvátország Ivana Ergić
- India Natasha Suri
- Indonézia Kristina Virginia Besaouw
- Írország Sarah Morrisey
- Izland Asdis Svava Hallgrimsdóttir
- Izrael Jael Nizri
- Jamaica Sara Lawrence
- Japán Kazuha Kondo
- Kajmán-szigetek Ambuyah Ebanks
- Kambodzsa Sun Srey Mom
- Kanada Malgorzata Majewska
- Kazahsztán Szabina Csukajeva
- Kenya Khadijah Shamillah Kiptoo
- Kína Emma Duo Ling
- Kolumbia Elizabeth Loaiza Junca
- Kongói Demokratikus Köztársaság Diane Mizumi Mwanga
- Dél-Korea Sharon Park
- Lengyelország Marzena Cieslik
- Libanon Anabella Samir Hilal
- Libéria Patrice Daiemole Juah
- Litvánia Liga Meinarte
- Észak-Macedónia Marija Vegova
- Magyarország Tóth Renáta
- Malajzia Adeline Choo Wan Ling
- Málta Solange Jeanne Mifsud
- Stephanie Colosse
- Mauritius Vanesha Seetohul
- Mexikó Karla Jiménez
- Moldova Alexandra Demciuc
- Mongólia Szelenge Erdene-Ochir
- Montenegró Ivana Knezević
- Namíbia Anna Svetlana Nashandi
- Németország Edita Orascanin
- Nigéria Abiola Bashorun
- Norvégia Tonje Elise Skjaervik
- Olaszország Elizaveta Migatcheva
- Oroszország Alekszandra Mazur
- Panama Gisselle Marie Bissot Kieswetter
- Peru Silvia Cornejo Cerna
- Portugália Sara Sofia Almeida Dias Leite
- Puerto Rico Thebyam Carrion Alvarez
- Románia Ioana Valentina Boitor
- Saint Lucia Tamalisa Joan Baptiste
- Skócia Nicola McLean
- Spanyolország Inmaculada Torres del Rey
- Srí Lanka Rapthi Raffella Dannielle Kerkoven
- Svédország Cathrin Skog
- Szerbia Vedrana Grbović
- Szingapúr Colleen Francisca Pereira
- Szlovákia Magdalena Šebeštová
- Szlovénia Iris Mulej
- Tahiti Vainui Simon
- Tanzánia Wema Isaac Sepetu
- Thaiföld Melissa Mahapol
- Törökország Merve Buyuksarac
- Trinidad és Tobago Tineke de Freitas
- Ukrajna Olha Silovanova
- Uruguay Marlene Valeria Politi Nerete
- Venezuela Alexandra Federica Guzman Diamante
- Vietnám Mai Phuong Thuy
- Wales Sarah Michelle Fleming
- Zambia Katanekwa Matundwelo
- Zimbabwe Lorraine Tsoanele Maphala

## Külső hivatkozások
- Miss World hivatalos honlap
- GlobalBeauties.com
- Pageantopolis.com
- CriticalBeauty.com